# Jackson C. Frank
Jackson Carey Frank (2 mars 1943 à Buffalo dans l'État de New York aux États-Unis - 3 mars 1999 à Great Barrington dans l'État de Massachusetts aux États-Unis) était un auteur-compositeur-interprète américain de folk. Il est l'auteur d'un unique album intitulé Blues Run the Game (en) (1965).

## Biographie
À l'âge de 11 ans, une explosion de chaudière fait 15 morts parmi ses camarades en classe de musique. Il est hospitalisé 7 mois. Cet événement le laisse gravement brûlé et traumatisé à vie. C'est à cette époque qu'il est initié à la pratique de la musique quand Charlie Casatelli, un de ses professeurs, lui apporte une guitare acoustique pour l'occuper durant sa convalescence.
À 21 ans, il se voit remettre un chèque de 100 000 $ de dommages-intérêts par une compagnie d'assurance. Avec cet argent, il part s'installer à Londres. 
Son album, paru en 1965, est produit par Paul Simon qu'il a rencontré en écumant les bars londoniens. Jackson était à ce point timide que durant la session d'enregistrement, il demanda à être caché par un écran. Ainsi Art Garfunkel et Al Stewart ne purent le voir car il leur dit : « Je ne peux pas jouer ! Vous me regardez ! ». 
Après le succès de son premier album, Jackson C. Frank est incapable de composer un second album. Il déménage un temps à Woodstock pour se ressourcer puis revient à Londres mais n'y rencontre plus le même succès.
Il vit plusieurs années avec ses parents à Elma dans l'État de New York au début des années 80. En 1984, sa mère, hospitalisée pour une chirurgie cardiaque, revint chez elle et constate que Franck a disparu sans laisser de message.
Frank était allé à New York, dans une tentative désespérée de trouver Paul Simon, son producteur, mais il s'est retrouvé sans abri et dormait  dans la rue. Il est interné dans diverses institutions psychiatriques.
Frank a été diagnostiqué de schizophrénie paranoïde, un diagnostic qui a été nié par Frank lui-même, soutenant qu'il souffrait de dépression causée par le traumatisme qu'il avait vécu dans son enfance.
Il tombe ensuite dans une profonde dépression. Un jeune fan, Jim Abbott, le retrouve à New York au début des années 1990, l'encourage à écrire de nouvelles chansons et à jouer sa musique dans des concerts à New York. Il meurt le 3 mars 1999 à Great Barrington dans l'État de Massachusetts, d'une pneumonie.

## Reprises de son œuvre
Son œuvre est devenue un classique du folk et a été reprise de nombreuses fois. La chanson Blues Run the Game (en) a été reprise par Simon and Garfunkel, et adaptée en français par Graeme Allwright (Je perds ou bien je gagne). Milk and Honey apparaît dans le film de Vincent Gallo The Brown Bunny, dans le film Diamantino de Gabriel Abrantes et Daniel Schmidt, et a également été reprise par Fairport Convention, Nick Drake, Bert Jansch et Sandy Denny, avec qui il a eu une relation. Il a d'ailleurs convaincu cette dernière d'abandonner sa profession d'infirmière afin de s'investir pleinement dans sa musique. Quant à la chanson Marcy's song, on l'entend chantée par le comédien John Hawkes dans le film Martha Marcy May Marlene de Sean Durkin. Enfin, son titre My name is Carnival passe à la radio dans le film Joker de Todd Phillips.

## Discographie
- 1965 : Jackson C. Frank (Vinyle)
- 1965 : Blues Run the Game / Can't Get Away From My Love (Vinyle)
- 1978 : Jackson Again (Vinyle)
- 1996 : Blues Run The Game (CD)
- 2001 : Jackson C. Frank (CD)
- 2003 : Blues Run The Game (CD) 2 CD, 43 titres
- 2003 : The Brown Bunny. Milk and Honey sur la B.O.F. The Brown Bunny de Vincent Gallo
- 2006 : Electroma. I Want To Be Alone (Dialogue) sur la B.O d'Electroma de Daft Punk

## Filmographie
- Blues Run the Game, a movie about Jackson C. Frank / Damien Aimé Dupont - Burning Rooster Productions. Le réalisateur retrace le parcours de Jackson C. Frank à travers le témoignage de ses proches connus et inconnus[5].